# 文華佑
文華佑（2001年3月9日—）是中華民國田徑運動員，專攻跳遠項目，是中華民國跳遠項目U18記錄保持人。目前就讀國立臺灣體育運動大學，大學部三年級。其在就讀臺中市立惠文高級中學時，於高二賽季（106.9~107.6）間連續橫掃國內賽6面金牌，並在107年全國中等學校運動會，以7.69公尺的成績破大會記錄，奪得金牌。曾代表臺灣參加2018年新加坡田徑公開賽，獲得銀牌，與隊友岡山高中林昱堂替臺灣在此項目穿金戴銀。也在2017年亞洲青少年田徑錦標賽，獲得銀牌的好成績。此外，他也是2018年世界中學生運動會男子跳遠的金牌。其在2018年亦入選跳遠青奧國手，後因在移訓時受傷，未能順利完成比賽。

## 學歷
- 南投縣立草屯國中
- 臺中市立惠文高級中學
- 國立臺灣體育運動大學

## 外部連結
- 文華佑在的頁面